# 례이다 대학교

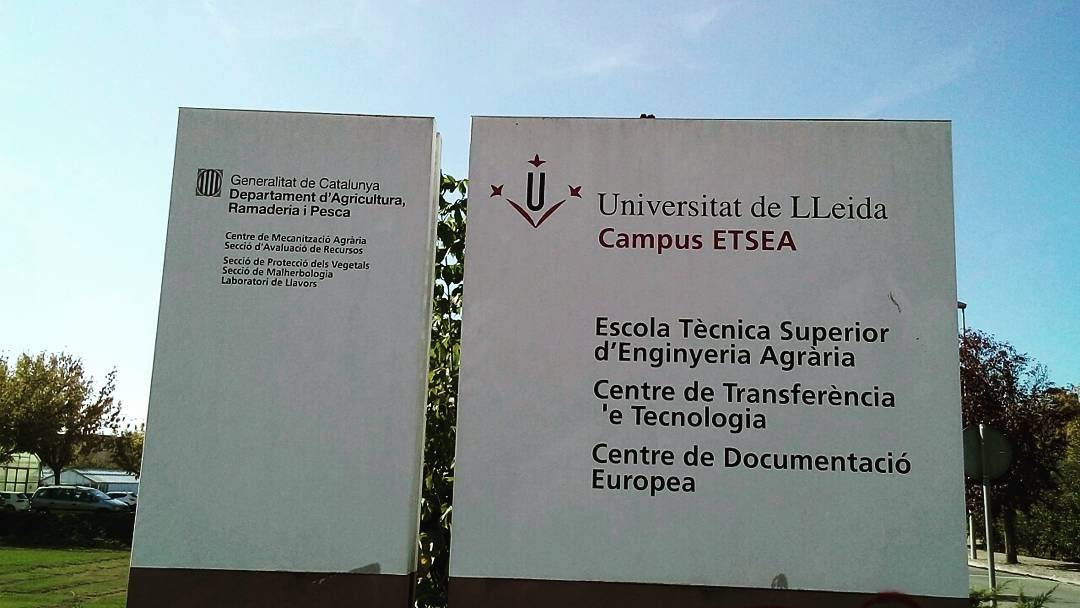
ETSEA (Escola Tècnica Superior d'Enginyeria Agrària)

예이다 대학교(University of Lleida, UdL)는 스페인 카탈루냐 지방 례이다에 위치한 대학교이다. 스페인 최고의 농업대학이자 카탈루냐 지역 농업을 이끄는 연구기관이며 유럽 우수 명문 농업대학중 하나로 현재 750명의 교직원과 약 10,000명의 학생이 재학중이다.

## 역사
예이다 대학은 1300년 경 카탈루냐 지역에 에스투디 제네랄 데 례이다 (Estudi General de Lleida)라는 이름으로 최초로 설립된 대학이며, 16세기 전까지 당시 많은 사람들이 수준있는 교육을 받기 위해 례이다 지역으로 몰리면서 도시의 성장에 기여했다.

## 캠퍼스
예이다 대학은 4개의 캠퍼스로 이루어져 있으며 총 26개의 학부로 구성되어 있다. 총 14개 분야에 38개의 학사 프로그램이 있으며 가장 많은 분야를 차지하는 학사 프로그램은 Engineering & Technology 프로그램으로 7개의 학사 학위를 제공한다. 석사의 경우 총 12개 분야에 29개의 프로그램으로 이루어져 있다.
캠퍼스는 크게 CAMPUS DE CAPPONT (인문/상경대), CAMPUS DE RECTORADO (본교) , CAMPUS DE ETSEA (농대), CAMPUS DE CIÈNCIES DE LA SALUT (의대)으로 구성되어 있으며 각각의 캠퍼스는 예이다 도시에 분산되어 위치하고 있다 
- UdL 홍보영상- 참조

## 석사 프로그램
예이다 대학교는 12개 분야의 세부전공으로 다양한 석사 프로그램을 제공하고 있다. 자세한 내용은 석사프로그램 홈페이지 - 참조

## ETSEA (Escola Tècnica Superior d'Enginyeria Agrària)보관됨2018-03-16 -웨이백 머신
스페인 최고의 농업대학이자 카탈루냐 (Catalonia) 지역의 권위있는 농업 연구기관이다. 총 7개의 학과로 구성되어 있다.
산림공학 (Agroforestry Engineering) 보관됨 2018-03-16 - 웨이백 머신
원예학 (Botanical Horticulture and Gardening 보관됨 2018-11-30 - 웨이백 머신
환경토양학 (Environment and Soil Sciences)
축산학 (Animal Science) 보관됨 2018-03-16 - 웨이백 머신
작물생산/산림과학 (Crop and Forest Science and Agotecnio-Center) 보관됨 2018-07-20 - 웨이백 머신
화학 (Chemistry) 보관됨 2017-09-26 - 웨이백 머신
식품공학 (Food Technology) 보관됨 2018-03-16 - 웨이백 머신
과거 Polytechnic University of Catalonia 대학의 School of Agricultural Technical Engineering 과 Technical College of Engineers Agronomists 가 1976년 합병되어 만들어졌으며 1992년부터 예이다 대학의 일원이 되었다. 2012년 기준, 200명의 교직원과 1,700명의 학생이 재학중이다. 카탈루냐 (Catalonia) 지역에 위치한 가장 중요한 농업 연구기관이며 스페인 농업에 있어서도 선두적인 역할을 하고 있다. 뿐만 아니라 카탈루냐 주 정부 (de la Generalitat de Catalunya)의 연구기관인 l'Institut de Recerca i Tecnologia Agroalimentàries (IRTA) 와 카탈루냐 주 정부의 농식품부인 Departament d'Agricultura, Ramaderia i Pesca (DARP) 보관됨 2018-03-20 - 웨이백 머신 의 일원이기도 하다.
- ETSEA 홈페이지 - 참조

## Agrotecnio, Centre for Food and Agriculture Research

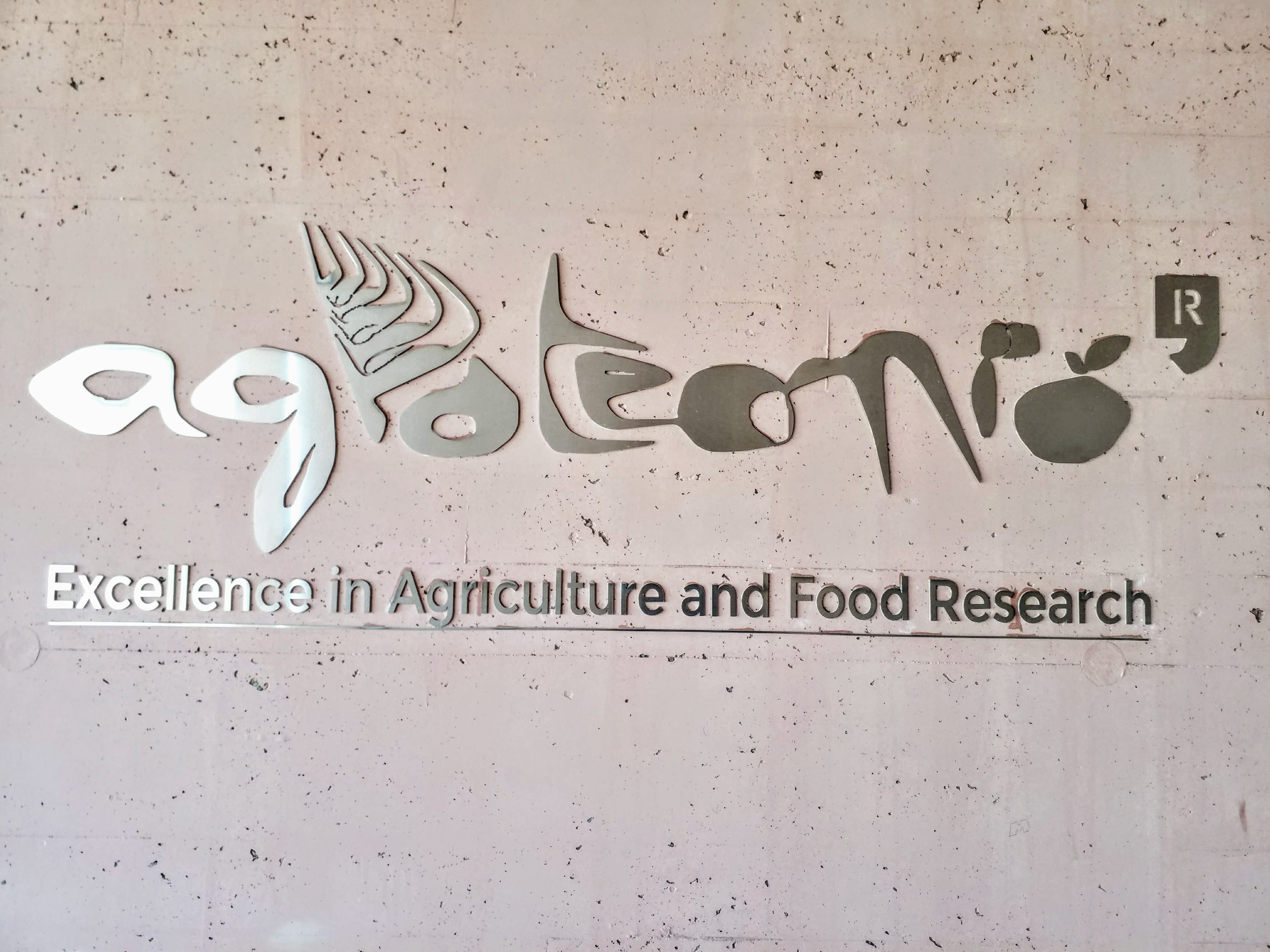

에그로테그니오 농식품 연구센터는 Crop. Environment, Animal, Nutrition 의 주제를 연구하는 ETSEA 대학 내 연구그룹 조직으로 ETSEA 캠퍼스내에 위치해 있다.  총 14개의 연구그룹이 참여하고 있다.
Applied Plant Biotechnology
Crop Protection
Crop Physiology
Agronomy
Forest Management 보관됨 2018-10-05 - 웨이백 머신
Chemistry
AgroICT & Precision Agriculture
Bovine Reproduction
Animal Breeding 보관됨 2018-10-05 - 웨이백 머신
Animal Nutrition and Environment
Novel Technologies for Food Processing
Food Bioactive Compounds
Applied Mycology
Postharvest Biology and Technology

## 기숙사
UdL에서 공식적인 기숙사는 두 곳으로 Residencia de estudiantes en Lleida는 CAMPUS DE CAPPONT 근처에 위치하고 있고 La Vila de Lleida는 CAMPUS DE ETSEA 근처에 위치하고 있다. 그외 거주지 정보는 페이스북 Pisos d'estudiants a Lleida에서 찾을 수 있다.

## 도서관
UdL 은 총 4개의 도서관을 운영하고 있다.
- Biblioteca de Cappont - 인문/상경대 (Campus de Cappont) 도서관
- Biblioteca de Ciències de la Salut[깨진 링크(과거 내용 찾기)] - 의대 (Campus de Ciències de la Salut) 도서관
- Biblioteca de l'ETSEA - 농업 생명대 (Campus de ETSEA) 도서관
- Biblioteca de Lletres[깨진 링크(과거 내용 찾기)] - 본관 (Campus de Rectorado) 도서관

## 교통
예이다에 국제 공항은 없으며 대부분 기차로 이동 가능하다. 예이다 피리네우스 (Lleida Pirineus) 역은 Renfe 고속기차로 바르셀로나에서 1시간 거리, 마드리드에서 2시간 거리에 위치해 있다. 예이다 내에서는 버스로 이동 가능하다.